# POWER4
A POWER4 egy IBM fejlesztésű 64 bites mikroprocesszor, mely a 64 bites PowerPC és PowerPC AS utasításkészlet-architektúrákat implementálja. 2001-ben jelent meg, a POWER3 és RS64 mikroprocesszorokat követte. Az RS/6000 és AS/400 számítógépekben alkalmazták. Ezzel a processzorral véget ért az RS64 PowerPC-típusú mikroprocesszorok fejlesztése az AS/400 számára. A POWER4 egy többmagos mikroprocesszor, egyetlen lapkán két magot tartalmaz és ez az első ilyen felépítésű nem-beágyazott mikroprocesszor. A POWER4 csip volt az első kereskedelemben kapható multiprocesszor-csip. Az eredeti POWER4 órajelfrekvenciája 1,1 és 1,3 GHz volt, míg egy továbbfejlesztett verziója, a POWER4+ már elérte az 1,9 GHz-es órajel-frekvenciát. A PowerPC 970 a POWER4 egy származéka.

## Funkcionális elrendezés

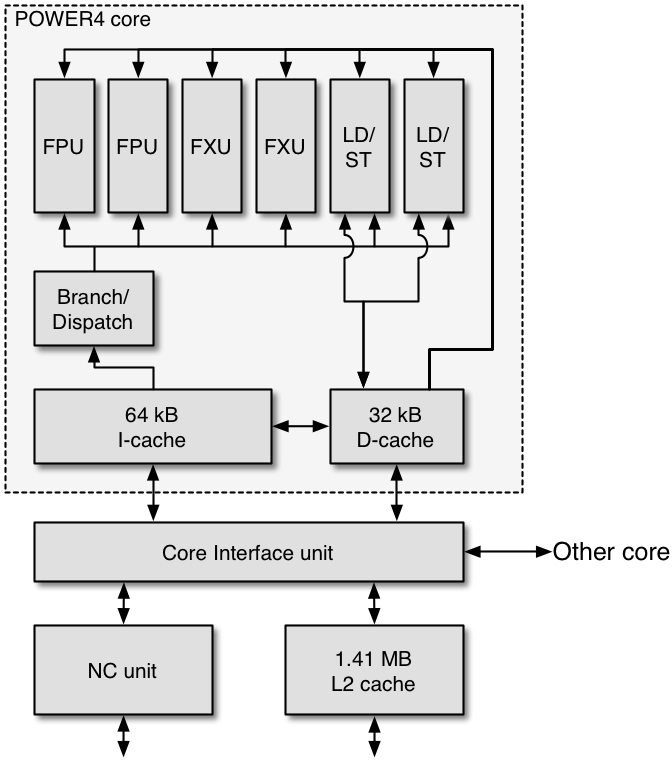
A POWER4 mag elvi vázlata

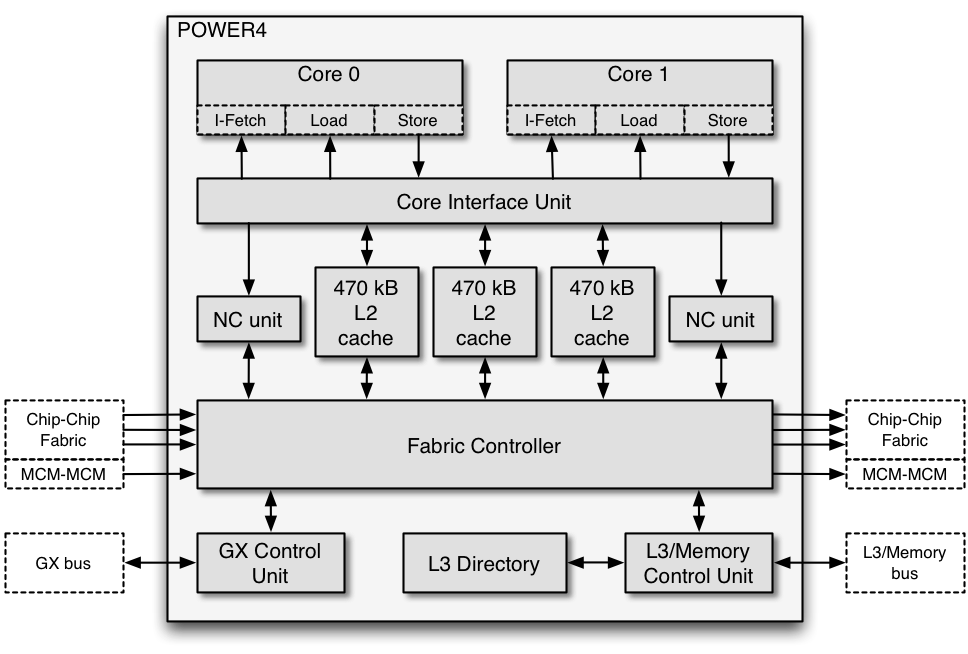
A POWER4 processzor blokkvázlata

A POWER4-nek egy egyesített második szintű gyorsítótára van, mely három egyenlő részre van osztva. Mindegyiknek megvan a saját független L2 vezérlője, ami képes ciklusonként 32 bájt adat (256 bit) betöltésére. A mag-csatolóegység (Core Interface Unit, CIU) csatlakoztatja az egyes L2 vezérlőket mind az adat-, mind az utasítás-gyorsítótárhoz mindkét processzorban. A nem gyorsítótárazható (NC) egység felelős az utasítás-szerializációs funkciókért és a nem gyorsítótárazható műveletek végrehajtásáért a tártopológiában. A processzornak van egy harmadik szintű gyorsítótár-vezérlője is, de az ehhez tartozó tényleges memória csipen kívüli. A GX-sínvezérlő vezérli a be/kimeneti eszközök kommunikációját, amihez két 4 bájt széles GX sín csatlakozik, az egyik a bejövő, a másik a kimenő forgalom számára. A Fabric Controller egyfajta összeköttetés-vezérlő, azaz a sínek hálózatát kontrolláló mestervezérlő; ez felügyeli mindkét L1/L2 vezérlő kommunikációját, a POWER4 csipek közötti {4 utas, 8 utas, 16 utas, 32 utas} és a POWER4 MCM-ek közötti kommunikációt. Rendelkezésre áll egy nyomkövető és hibakereső egység (Trace-and-Debug), mely ellátja a First Failure Data Capture (első hiba adatrögzítés) funkciót. A csomagban van még egy beépített önteszt funkció (Built In Self Test, BIST) és egy teljesítményfigyelő egység (PMU). A bekapcsolási reset (POR) támogatott.

### Végrehajtóegységek
A POWER4 egy szuperskalár mikroarchitektúrát valósít meg, melyet magas frekvenciájú spekulatív sorrenden kívüli végrehajtás jellemez, nyolc független végrehajtó/műveleti egység használatával. Az egységek a következők: két lebegőpontos egység (FP1-2), két betöltő-tároló egység (LD1-2), két fixpontos egység (FX1-2), egy elágazáskezelő egység (BR) és egy feltételregiszter egység (CR). Ezek a végrehajtóegységek legfeljebb nyolc műveletet képesek befejezni órajelciklusonként (a BR és CR egységeket kivéve):
- minden lebegőpontos egység egy összevont szorzás-összeadás utasítást képes befejezni órajelciklusonként (két művelet),
- minden betöltő-tároló egység egy utasítást képes befejezni órajelciklusonként,
- minden fixpontos egység egy utasítást képes befejezni órajelciklusonként.

A futószalag szakaszai a következők:
- elágazás-előrejelzés
- utasítás-lehívás
- dekódolás, feltörés és csoportalakítás
- csoport-kiküldés és utasításkibocsátás
- a betöltő-tároló egység működése
  - Load Hit Store
  - Store Hit Load
  - Load Hit Load
- utasítás-végrehajtási futószalag

## Többcsipes konfiguráció
A POWER4 konfigurációi többcsipes modulokban (multi-chip module, MCM) is megjelentek. Ezekben egy MCM négy POWER4 lapkát tartalmaz egy tokban és max. 128 MiB osztott L3 ECC gyorsítótárat a modulban (a processzorhoz képest külső memória).

## Műszaki adatok
| órajel, GHz         | 1,3 GHz    |                  |
| áramfelvétel        | 115 W      | 1,5 V 1,1 GHz-en |
| tranzisztorok száma | 174 millió |                  |
| kapuhossz           | 90 nm      |                  |
| kapu oxid           |            | 2,3 nm           |
| fémréteg            | sűrűség    | vastagság        |
| M1                  | 500 nm     | 310 nm           |
| M2                  | 630 nm     | 310 nm           |
| M3-M5               | 630 nm     | 420 nm           |
| M6(MQ)              | 1260 nm    | 920 nm           |
| M7(LM)              | 1260 nm    | 920 nm           |
| dielektrikum        | ~4,2       |                  |
| Vdd                 | 1,6 V      |                  |

## POWER4+
A POWER4+ a POWER4 egy javított verziója, maximális órajele 1,9 GHz. 184 millió tranzisztort tartalmaz, mérete 267 mm², és 0,13 µm-es SOI CMOS folyamattal gyártották nyolcrétegű réz fémezéssel.

## Fordítás
Ez a szócikk részben vagy egészben  a   POWER4 című angol Wikipédia-szócikk ezen változatának fordításán alapul.  Az eredeti cikk szerkesztőit annak laptörténete sorolja fel. Ez a jelzés csupán a megfogalmazás eredetét és a szerzői jogokat jelzi, nem szolgál a cikkben szereplő információk forrásmegjelöléseként.